# モハーヴェ族
モハーヴェ族（モハーヴェぞく、英: Mohave または Mojave, モハーヴェ語: 'Aha Makhav）は、アメリカ合衆国の先住民族（インディアン）。連邦承認部族のひとつ。現在のカリフォルニア州、アリゾナ州、ネバダ州にまたがるコロラド川中流域沿岸に居住する。コロラド川インディアン居留地を他部族と共有するほか、フォートモハーヴェ・インディアン居留地を有する。モハーベ族、モハービ族とも。

## 歴史
モハーヴェ族がいつ頃コロラド川沿いに到達したのかは明らかでないが、すくなくとも9世紀にはこの地に住んでいたと考えられている。1776年にスペインの宣教師、フランシスコ・ガルセスがコロラド川流域を訪れ、彼らが道案内をした記録がある。19世紀中頃まで、西洋文明の影響をほとんど受けていなかった。

## 文化

### 宗教
モハーヴェ族には宗教的儀式はなく、精霊の存在が認められる。また夢が情報源や意識的な基盤として機能していると信じられている。天空のガラガラヘビという怪物を倒したとされる「マタビリャ」という精霊が、夢と伝説の根源とされる。

### 衣装

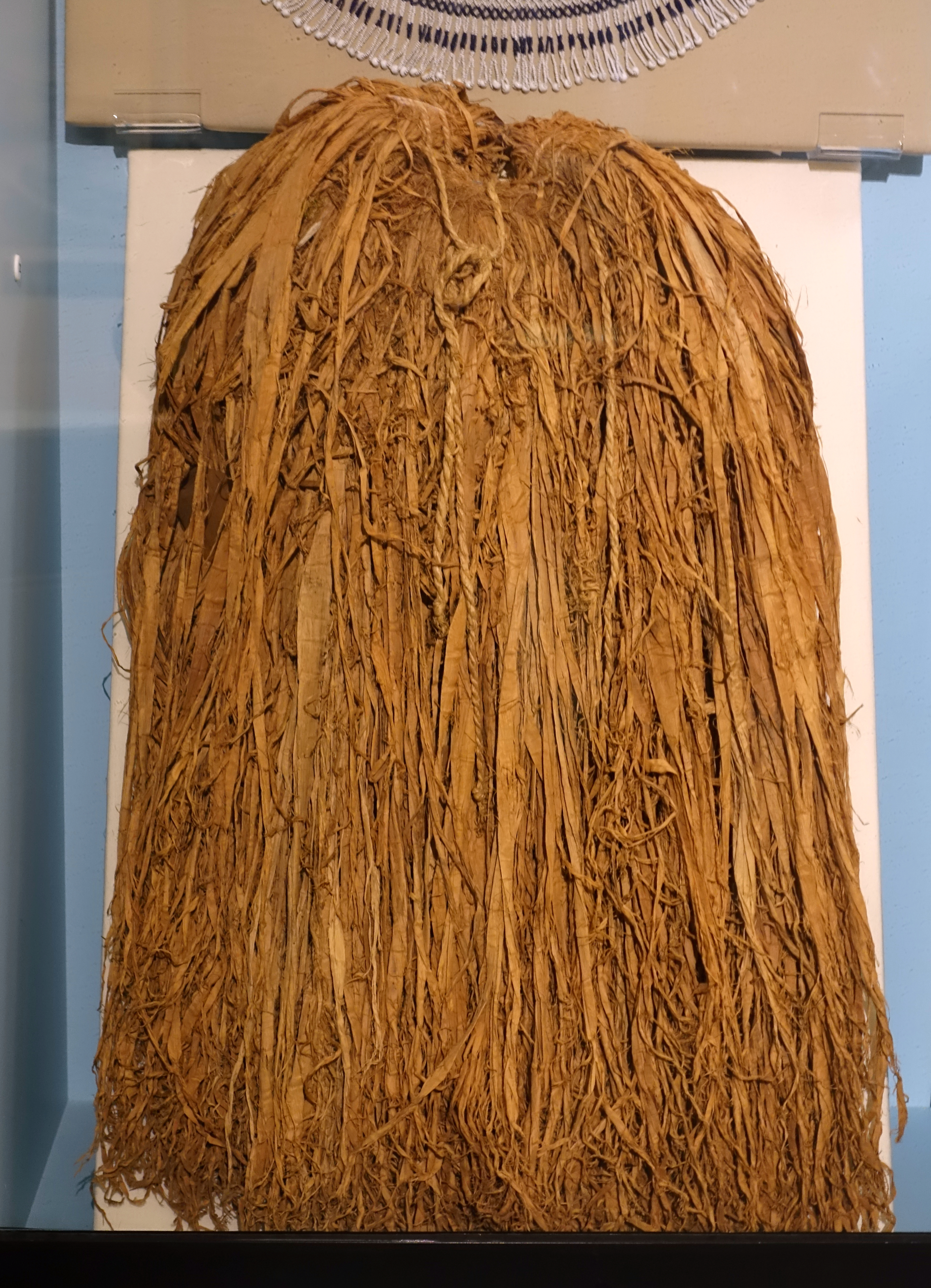
樹皮製のスカート（1854年）

コロラド川下流域は砂漠性気候であり、夏は40℃にも達するため、伝統的な衣服は簡素である。男女ともに靴、帽子などは身に着けず、上半身裸であったが、寒い場合にはウサギの皮のローブをまとった。男女とも髪は長く伸ばし、特に男性は20本から30本のロープ状に髪を編んで背中に垂らした。下半身には、男性はヤナギの内樹皮を編んだふんどしを着用した。女性はヤナギの内樹皮を細く裂き、腰部のベルトからそれらの束を下げた形のスカートを着用した。このスカートは前後別にエプロン型に作られており、膝丈の前側を先に着て、後からふくらはぎまで届く後側を着た。また後側の方が厚めの樹皮で作られていた。これらヤナギの樹皮は9月から10月にかけてコロラド川流域の三日月湖で晒して加工されたものが用いられた。ふんどしやスカートを留めるベルトには、ササゲの繊維が用いられた。
モハーヴェ族を研究していたフランスの精神分析学者ジョージ・デヴリューによれば、1950年の時点で上記のような伝統的な衣装で生活している人はおらず、当時の白人農民と同様の服装であるとしている。また、1930年代には高齢者が洋装の下着としてふんどしを着用していた例を挙げている。

### 食糧
基本的に農耕民族であり、コロラド川沿いの低地に住んでエジプトのナイル川のような氾濫原農業を行い、トウモロコシ、テパリービーン、カボチャ、スイカなどを栽培した。魚を捕ったり、メスキートなどの野生植物を採取したりもした。

### 住居
モハーヴェ族は村を形成せず、谷に分散して居住した。一つの「集落」でも2キロメートルから4キロメートルの間に分散しており、さらに次の集落まで10キロメートル近く離れている。
通常、コロラド川の氾濫原の上の台地に家を建てた。ラマダと呼ばれる陸屋根の四阿で寝起きし、冬季など寒い気候の場合に屋根の低い長方形の間取りの家に入った。この家はポプラの柱とアローウィードで葺いた屋根に、数センチの砂または泥をかぶせたものである。

## 言語
モハーヴェ族の言語は、ユーマ語族に属するモハーヴェ語である。しかし同化政策によるインディアン寄宿学校の設置に伴って母語話者数は減少した。

## 現在
カリフォルニア州とアリゾナ州にまたがる諸部族共有のインディアン居留地であるコロラド川インディアン居留地と、カリフォルニア州、アリゾナ州、ネバダ州にまたがるフォートモハーヴェ・インディアン居留地に分かれている。
一般的なアメリカ人と同様の生活を送っており、また部族政府の財源としてカジノを有する。